# Sergeant Berry (Fernsehserie)
Sergeant Berry ist eine deutsche Fernsehserie, die für das Vorabendprogramm des ZDF von der Allianz Filmproduktion hergestellt wurde. Die Drehbücher stammten von Gerd Nickstedt, Heinz Pauck und Viola Liessem; sie basieren auf der gleichnamigen Romanreihe von Robert Arden. Schon im Jahre 1938 entstand ein Kinofilm namens „Sergeant Berry“ mit Hans Albers in der Titelrolle. Nach dem Zweiten Weltkrieg wurden einige der Romane neu aufgelegt und auch der Film von 1938 im Fernsehen ausgestrahlt. Auf dieser Grundlage entstanden zwischen 1973 und 1974 in zwei Staffeln die 26 Folgen der Fernsehserie.
Die Erstausstrahlung erfolgte vom 20. Februar 1974 bis zum 22. Mai 1974 (erste Staffel) und vom 18. Juni 1975 bis 10. September 1975 (zweite Staffel) jeweils mittwochs im ZDF; die Serie wurde mittlerweile auf 3sat und ZDFkultur wiederholt.

## Protagonist
Sergeant Albert „Al“ Berry ist ein uniformierter Polizist, der sich mit Verkehrsangelegenheiten befasst, aber auch erfolgreich zur Aufklärung besonderer Fälle und für verdeckte Ermittlungen eingesetzt wird. Dabei gerät er häufig in Konflikte mit der Kriminalpolizei oder dem FBI. Er wird freundlich und bescheiden, aber auch als Frauenheld dargestellt. Die Figur des Sergeant Berry wurde in der ersten Staffel von Klausjürgen Wussow dargestellt. Dieser stieg nach dreizehn Folgen aus der Serie aus, da er befürchtete, zu sehr auf die Polizistenrolle festgelegt zu werden. Nach dem Ausstieg Wussows übernahm in der zweiten Staffel Harald Juhnke die Hauptrolle.

## Konzept
In der Einleitung zu den meisten Folgen empfiehlt ihn sein Vorgesetzter, Commissioner Deeds, für Sondereinsätze oder verdeckte Ermittlungen. Sergeant Berry löst die ihm aufgetragenen Aufgaben mit Witz und Geschick und findet auch Auswege aus beinahe hoffnungslosen Situationen. Trotz seiner Erfolge wird er nie befördert, denn er wird häufig beschuldigt, sich außerhalb korrekter Polizeimethoden bewegt und sich auf sein Glück verlassen zu haben oder dass der Polizei durch seine Methoden hohe Kosten entstanden seien. Darum löst er weiter gefährliche Fälle, bleibt aber gleichzeitig ein einfacher Sergeant.

## Wiederkehrende Nebenfiguren
Commissioner Deeds, dargestellt von Hannes Messemer sorgt für Berrys Aufträge. Der direkte Vorgesetzte Captain Donovan wird von Gerhard Frickhöffer gespielt, dessen attraktive Sekretärin Betty MacMillan von Andrea Rau. Die französische Schauspielerin Marie Versini tritt in mehreren Folgen als FBI-Agentin Marta Helms auf, manchmal von Berry fasziniert, oft jedoch sehr distanziert. Sergeant Berry wohnt bei seiner Großmutter Agatha, dargestellt von Käthe Haack. Unterstützung erhält er durch Sergeant Goofy (Klaus Dahlen) und Inspektor Morissea, dargestellt von Regisseur Harald Philipp, der als Schauspieler im Abspann allerdings nie erwähnt wurde.

## Gastauftritte
In einzelnen Folgen traten bekannte deutsche Schauspieler wie Eva Pflug, Heidi Stroh, Andrea Rau, Andreas Fröhlich, Ivan Desny, Wolfgang Spier, Wolfgang Lukschy, Elisabeth Volkmann, Simone Rethel, Günther Stoll, Martin Hirthe und Dieter Borsche auf.

## Produktion
Produzent Heinz Willeg und Regisseur Harald Philipp hatten bereits bei den ersten Jerry-Cotton-Filmen zusammengearbeitet. Die Musik stammt von Peter Thomas. Die Serie spielte zwar in Kalifornien, aus finanziellen Gründen wurde aber nur ein geringer Teil der Außenaufnahmen tatsächlich in den USA gedreht und dann mehrfach in verschiedenen Folgen verwendet. Die meisten Außenaufnahmen entstanden in Spanien. Auch bei den Innenaufnahmen wurde nur wenig Wert auf amerikanisch wirkende Ausstattungsdetails gelegt. Für Nebenrollen setzte man lokale Kleindarsteller ein, die sich u. a. bereits bei Percy Stuart bewährt hatten. Die Stimmen von Marie Versini und der spanischen Darsteller wurden synchronisiert, wobei einige Sprecher in mehreren Folgen verschiedene Synchronrollen übernahmen.

## Resonanz
Der Erfolg dieser Fernsehserie war trotz prominenter Besetzung in jeder Hinsicht nur mäßig. Dies äußerte sich auch darin, dass sie erst 1992 zum ersten Mal wiederholt wurde.